# Maringá

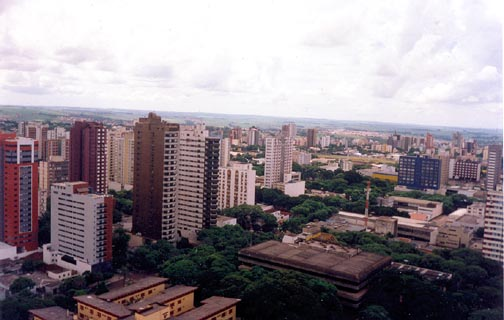
Maringá

Maringá – miasto w południowej Brazylii (stan Parana), na Wyżynie Brazylijskiej.
Liczba mieszkańców w 2021 roku wynosiła ok. 436,4 tys.
W mieście rozwinął się przemysł spożywczy.
Od 1970 r. w mieście działa uniwersytet.

## Miasta partnerskie
- Leiria, Portugalia
- Kakogawa, Japonia